# Eric W. Steinhauer

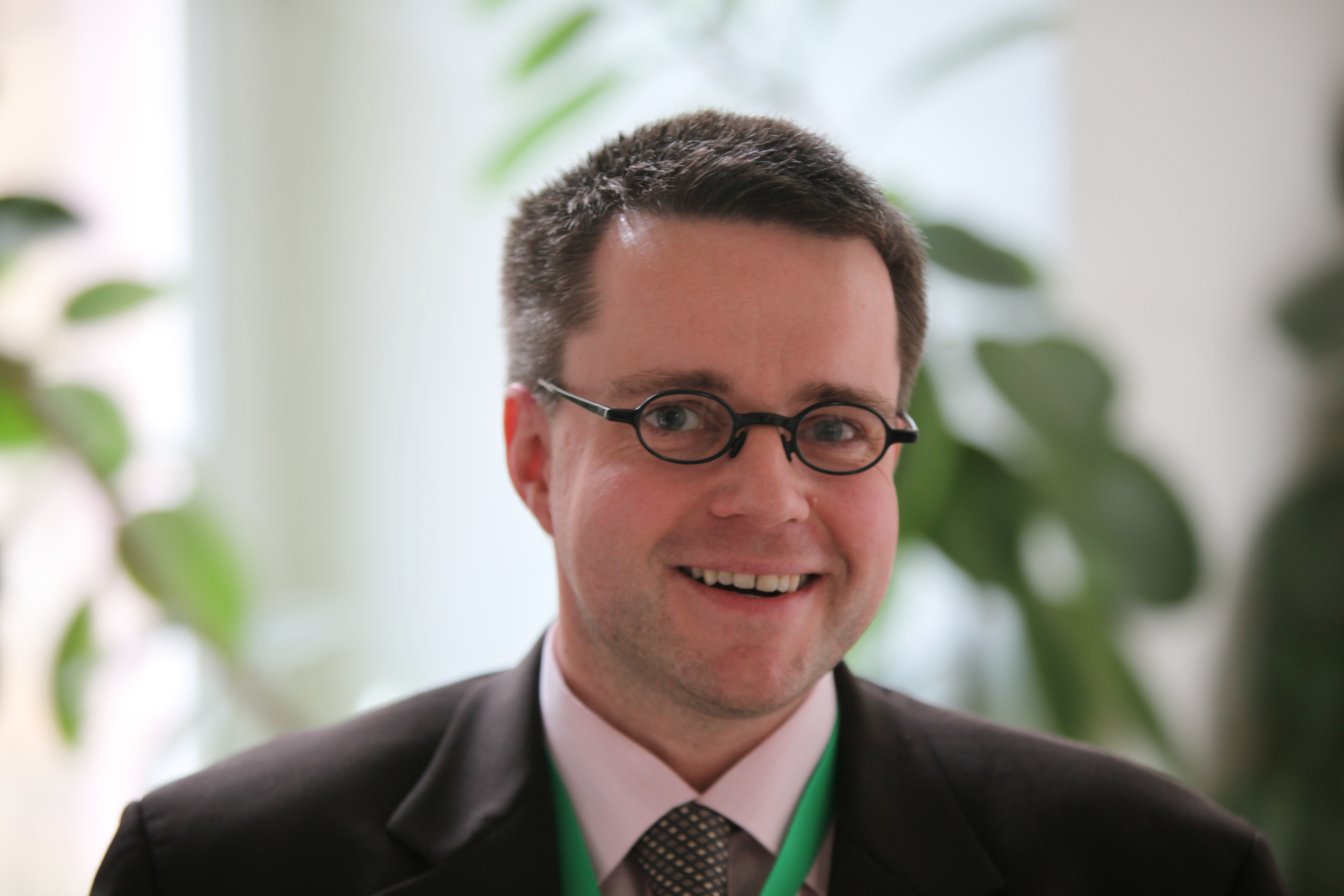
Eric Steinhauer auf der Göttinger Urheberrechtstagung 2009

Eric Wilhelm Steinhauer (* 18. November 1971 in Unna) ist ein auf Bibliotheksrecht und Urheberrecht spezialisierter deutscher Jurist, Bibliothekar und Honorarprofessor. Er tritt für Reformen der deutschen Bibliotheksgesetzgebung und für einen möglichst freien Zugang zu wissenschaftlichen Informationen und Veröffentlichungen (Open Access) ein.

## Leben
Steinhauer studierte Rechtswissenschaft, Katholische Theologie, Politik- und Erziehungswissenschaft an der Westfälischen Wilhelms-Universität Münster und der FernUniversität in Hagen. Während seines Studiums war er von 1993 bis 1997 studentischer Mitarbeiter am zivilrechtlichen Lehrstuhl von Hans Brox. Sein Erstes Juristisches Staatsexamen absolvierte er 1997 am Oberlandesgericht Hamm. Er wurde mit einer Dissertation zu einem staatskirchenrechtlichen Thema bei Bodo Pieroth zum Dr. jur. in Münster promoviert. Sein bibliothekarischer Werdegang begann mit einem Bibliotheksreferendariat an der Universitätsbibliothek Freiburg und an der Bayerischen Bibliotheksschule in München.
Von 2003 bis 2008 arbeitete er an der Universitätsbibliothek Ilmenau und war von 2008 bis 2009 stellvertretender Direktor der Universitätsbibliothek Magdeburg. Seither ist er an der Universitätsbibliothek Hagen, die er seit 2021 zunächst kommissarisch und seit 2024 als Direktor leitet.
Er ist seit 2014 Honorarprofessor an der Humboldt-Universität zu Berlin und hat zudem Lehraufträge für Bibliotheks-, Urheber- und Medienrecht an der Bibliotheksakademie Bayern in München (seit 2006), an der Hochschule der Medien in Stuttgart (2008–2014) und an der Bergischen Universität Wuppertal (seit 2011) wahrgenommen.
Steinhauer unterstützt Open Access und setzt sich für sog. hybrides Publizieren ein, also paralleles Veröffentlichen in gedruckter Form und als (kostenfrei abrufbares) Online-Angebot.
Von 2009 bis 2016 hat Steinhauer an der Humboldt-Universität jährlich zu Halloween eine Vorlesung zur Kulturwissenschaft des Morbiden gehalten.

## Schriften (Auswahl)
- Eric W. Steinhauer verfasste zahlreiche Artikel im Biographisch-Bibliographischen Kirchenlexikon (BBKL)

### Bücher
- Die Lehrfreiheit katholischer Theologen an den staatlichen Hochschulen in Deutschland. Monsenstein und Vannerdat, Münster 2006, ISBN 3-86582-334-3 (PDF).
- Das Recht auf Sichtbarkeit: Überlegungen zu Open Access und Wissenschaftsfreiheit. Monsenstein und Vannerdat, Münster 2010, ISBN 978-3-86991-140-3 (PDF).
- zusammen mit Katja Bartlakowski und Armin Talke: Bibliotheksurheberrecht: Ein Lehrbuch für Praxis und Ausbildung. Bock + Herchen, Bad Honnef 2010, ISBN 978-3-88347-275-1.
- Vampyrologie für Bibliothekare: Eine kulturwissenschaftliche Lektüre des Vampirs (= Bibliotope. Bd. 1). Eisenhut, Hagen-Berchum 2011; 2. korrigierte und ergänzte Auflage 2011, ISBN 978-3-942090-06-3.
- zusammen mit Cornelia Vonhof (Hrsg.): Bibliotheksgesetzgebung: Ein Handbuch für die Praxis, insbesondere im Land Baden-Württemberg. Bock + Herchen, Bad Honnef 2011, ISBN 978-3-88347-278-2.
- Theorie und Praxis der Bibliotheksmumie: Überlegungen zur Eschatologie der Bibliothek (= Bibliotope. Bd. 8). Eisenhut, Hagen-Berchum 2012, ISBN 978-3-942090-17-9.
- Der Tod liest mit: Seuchengeschichtliche Aspekte im Buch- und Bibliothekswesen (= Bibliotope. Bd. 12). Eisenhut, Hagen-Berchum 2013, ISBN 978-3-942090-27-8.
- Büchergrüfte. Warum Büchersammeln morbide ist und Lesen gefährlich. Lambert Schneider, Darmstadt 2014, ISBN 978-3-650-40021-5.

### Aufsätze (Auswahl)
- Die Aufgaben der Hochschulbibliotheken im Land Sachsen-Anhalt: Anmerkungen zur Neufassung des Hochschulgesetzes. In: Bibliotheksdienst 39 (2005), Heft 7, S. 953–963, PDF.
- Das kanonische Bücherrecht in Vergangenheit und Gegenwart: ein Überblick. In: Kirchliches Buch- und Bibliothekswesen: Jahrbuch 5 (2004) [erschienen 2005], S. 149–164, PDF.
- Zur Bedeutung des älteren Postrechts für das Medien-, Urheber- und Bibliotheksrecht der Gegenwart. In: Bibliotheksdienst 42 (2008), H. 6, S. 660–675, PDF.
- Das Bibliotheksvolontariat: eine verwaltungsinterne Ausbildung zwischen Vorbereitungsdienst und freiem Studium. In: ZfBB 55. Jahrgang, Mai–August 2008, S. 159–164.
- Pflichtablieferung von Netzpublikationen: urheberrechtliche Probleme im Zusammenhang mit der Ablieferungspflicht von Netzpublikationen an die Deutsche Nationalbibliothek. In: Kommunikation und Recht 12 (2009), H. 3, S. 161–166, PDF.
- Probleme kooperativer Digitalisierung für elektronische Leseplätze in Bibliotheken. In: Kommunikation und Recht 12 (2009), H. 11, S. 688–692.
- Der Standort des elektronischen Leseplatzes und seine Nutzung in den Räumen der Bibliothek. In: Zeitschrift für Geistiges Eigentum 2 (2010), H. 1, S. 55–74.
- Bibliotheken als Gegenstand eines Gesetzes zur Förderung der kulturellen Bildung?: Überlegungen zu einer aktuellen nordrhein-westfälischen Debatte. In: Bibliotheksdienst 45 (2011), H. 1, S. 64–80, PDF.
- zusammen mit Ellen Euler und Christina Bankhardt: Digitale Langzeitarchivierung als Thema für den 3. Korb zum Urheberrechtsgesetz: Urheberrechtliche Probleme der digitalen Langzeitarchivierung: Stellungnahme der AG Recht im Kompetenznetzwerk nestor. In: Bibliotheksdienst 45 (2011), H. 3/4, S. 322–328.
- Die Reichweite der Unterrichtsschranke in der Hochschullehre: zur Klage des Krönerverlages gegen die FernUniversität in Hagen. In: Kommunikation und Recht 14 (2011), H. 5, S. 311–315.
- Stand und Probleme der Bibliotheksgesetzgebung in Deutschland. In: 100. Deutscher Bibliothekartag in Berlin 2011: Bibliotheken für die Zukunft - Zukunft für die Bibliotheken. Hrsg. von Ulrich Hohoff und Daniela Lülfing. - Hildesheim [u. a.]: Olms, 2012 (Deutscher Bibliothekartag: Kongressbände), S. 32–43.
- Das Urheberrecht als Benutzungsrecht der digitalisierten Bibliothek. In: Kodex - Jahrbuch der Internationalen Buchwissenschaftlichen Gesellschaft 1 (2011) [erschienen 2012], S. 103–113.
- Lizenzen. In: Handbuch Bestandsmanagement in Öffentlichen Bibliotheken Hrsg. von Frauke Schade und Konrad Umlauf. - Berlin [u. a.]: De Gruyter Saur, 2012 (Bibliotheks- und Informationspraxis; 46), S. 419–430.
- Informationskompetenz und Recht. In: Handbuch Informationskompetenz. Hrsg. von Wilfried Sühl-Strohmenger. - Berlin [u. a.]: De Gruyter Saur, 2012, S. 67–81.
- Juristische Informationskompetenz. In: Handbuch Informationskompetenz. Hrsg. von Wilfried Sühl-Strohmenger. - Berlin [u. a.]: De Gruyter Saur, 2012, S. 362–372.
- Die Rechtsstellung der Bibliotheken. In: Bibliotheken und Informationsgesellschaft in Deutschland: eine Einführung. Hrsg. von Hermann Rösch, Jürgen Seefeldt und Konrad Umlauf; 3. Auflage. - Wiesbaden: Harrassowitz, 2019, S. 64–82. ISBN 9783447066204.
- Ein Institut auf der Suche nach seinem Gegenstand. Die Geschichte des Max-Planck-Instituts für ausländisches und internationales Patent-, Urheber- und Wettbewerbsrecht von 1966 bis 2002. In: Thomas Duve, Stefan Vogenauer, Jasper Kunstreich (Hrsg.): Rechtswissenschaft in der Max-Planck-Gesellschaft, 1948–2002 (= Studien zur Geschichte der Max-Planck-Gesellschaft. Nr. 2). 1. Auflage. Nr. 2. Vandenhoeck & Ruprecht, Göttingen 2022, ISBN 978-3-525-30204-0, S. 281–359, doi:10.13109/9783666993718 (vr-elibrary.de [abgerufen am 6. Januar 2023]).

## Mitgliedschaften und Ämter
- Mitglied der AG „Bibliotheksgesetz“ bei Bibliothek & Information Deutschland (BID)
- Von 2004 bis 2009 Vorsitzender des Regionalverbandes Sachsen, Sachsen-Anhalt, Thüringen im Verein Deutscher Bibliothekare (VDB)